# Józef Solnica
Józef Solnica (ur. 15 sierpnia 1922, zm. w lutym 2008), ps. „Żuk”  – cichociemny, dowódca oddziału partyzantów Armii Krajowej, honorowy obywatel miasta Siedlce. Za całokształt działalności został odznaczony: srebrnym Krzyżem Orderu Virtuti Militari, Krzyżem Walecznych, Krzyżem Armii Krajowej, Krzyżem Partyzanckim, Medalem Wojska Polskiego – nadany przez Rząd w Londynie, Krzyżem Kawalerskim Orderu Odrodzenia Polski – nadany przez Prezydenta, Medalem za zasługi dla obronności Kraju.